# Franse parlementsverkiezingen 1986
De Franse parlementsverkiezingen van 1986 vonden op 16 maart 1986 plaats. Het waren de achtste legislatieve verkiezingen ten tijde van de Vijfde Franse Republiek. De verkiezingen werden - voor het eerst tijdens de Vijfde Republiek - gehouden op basis van evenredige vertegenwoordiging met één stemronde.
De verkiezingen werden gewonnen door de centrumrechtse oppositie, waarna de socialistische president Mitterrand de leider van centrumrechts, Jacques Chirac, benoemde tot minister-president van een regering die bestond uit leden van de diverse centrumrechtse partijen. Deze situatie, met een links staatshoofd en een kabinet rechts van het midden, wordt in Frankrijk aangeduid als cohabitation.

## Uitslagen
| Partij of Coalitie                    | Partij of Coalitie                         | Afkorting                             | Stemmen    | %     | Zetels        |
| ------------------------------------- | ------------------------------------------ | ------------------------------------- | ---------- | ----- | ------------- |
|                                       | Listes communes RPR/UDF                    | RPR/UDF                               | 6.008.612  | 21,44 | 73 RPR 74 UDF |
|                                       | Rassemblement pour la République           | RPR                                   | 3.143.224  | 11,22 | 76            |
|                                       | Union pour la démocratie française         | UDF                                   | 2.330.167  | 8,31  | 53            |
|                                       | Divers droite                              | DVD                                   | 1.083.711  | 3,87  | 14            |
| Union RPR-UDF (meerderheid)           | Union RPR-UDF (meerderheid)                | Union RPR-UDF (meerderheid)           | 12.565.714 | 44,84 | 290           |
|                                       |                                            |                                       |            |       |               |
|                                       | Parti socialiste                           | PS                                    | 8.693.939  | 31,02 | 206           |
|                                       | Parti communiste français                  | PCF                                   | 2.739.225  | 9,78  | 35            |
|                                       | Mouvement de la gauche radicale-socialiste | MGRS                                  | 107.769    | 0,38  | 2             |
|                                       | Divers gauche                              | DVG                                   | 301.063    | 1,07  | 5             |
|                                       | UNG (Aimé Césaire, Martinique)             | UNG                                   | 56.044     | 0,20  | 0             |
| Presidentiële Meerderheid (oppositie) | Presidentiële Meerderheid (oppositie)      | Presidentiële Meerderheid (oppositie) | 11.898.040 | 42,45 | 248           |
|                                       |                                            |                                       |            |       |               |
|                                       | Front national/Rassemblement national      | FN/RN                                 | 2.703.442  | 9,65  | 35            |
|                                       | Ecologistes                                | ECO                                   | 340.109    | 1,21  | -             |
|                                       | Extrême gauche                             | EXG                                   | 430.352    | 1,54  | -             |
|                                       | Extrême droite                             | EXD                                   | 57.432     | 0,20  | -             |
|                                       | Régionaliste                               | REG                                   | 28.379     | 0,10  | -             |
|                                       |                                            |                                       |            |       |               |
|                                       | Totaal                                     |                                       | 28.024.168 | 100   | 573           |
| Onthoudingen : 21,50 %                |                                            |                                       |            |       |               |

### Samenstelling in deNationale Vergadering
| Groepering          | Leden | Andere fractieleden | Totaal | %     |
| Socialiste          | 196   | 16                  | 212    | 36,74 |
| PRP                 | 147   | 8                   | 155    | 26,86 |
| UDF                 | 114   | 17                  | 131    | 22,70 |
| Communiste          | 32    | 3                   | 35     | 6,07  |
| FN                  | 32    | 3                   | 35     | 6,07  |
| Niet-ingeschrevenen | 9     | -                   | 9      | 1,56% |
| Totaal              | 533   | 44                  | 577    | 100   |